# Santa Liberata
Santa Liberata è venerata come santa vergine e martire dalla Chiesa cattolica.

## Biografia
Secondo la tradizione agiografica Liberata era figlia di Lucio Catelio Severo, un console romano della parte più occidentale della penisola iberica (oggi Galizia) nel 122; gli studi più recenti, tuttavia, hanno in buona parte sconfessato questa tradizione. Liberata sarebbe dunque nata in Gallia (odierna Francia) nella regione del Lot, fra Tolosa e Bordeaux. La sua data di nascita è sconosciuta, come pure gli altri dati che si riferiscono alla sua vita. Un giorno, la moglie del console, Calsia, mentre Severo era assente, diede alla luce nove gemelle. Piena di pudore nel vedere un così parto numeroso, decise di annegarle nel mare, pertanto dette tale incarico alla levatrice, la quale, in quanto cristiana, non obbedì e, anzi, le fece battezzare coi nomi di Ginevra, Vittoria, Eufemia, Germana, Marina, Marciana, Basilisa, Quiteria e infine Liberata.
Della loro cura ed educazione alla fede cristiana incaricò invece Sila, che più tardi sarebbe diventata anch'essa santa. Ma, dopo numerose peripezie, le gemelle sarebbero morte tutte martiri durante la persecuzione dell'imperatore Adriano, per opera dello stesso padre.
Probabilmente (e questo avverbio ricorre inevitabilmente nelle biografie di questi personaggi così antichi per i quali non esistono documenti scritti o testimonianze archeologiche) fu martirizzata nel III o IV secolo d.C. 
Le versioni collegate a Santa Liberata:
- Sainte-Livrade-sur-Lot, rivendica, a torto o a ragione, di essere la città natale e anche il luogo di martirio di Santa Liberata, le cui reliquie si trovano, appunto, in Spagna. Una santa martire francese adottata dalla chiesa spagnola il cui culto si è sovrapposto e confuso a quello di Librada[1] e delle otto gemelle.[2]
- Vilgefortis (da virgo fortis) fu più diffusa nel Nord Europa, soprattutto nelle Fiandre dove, secondo la tradizione, subì il martirio della croce. Figlia del Re del Portogallo, visse nel secolo VIII. Convertita al cristianesimo, il padre aveva deciso di prometterla in sposa a un principe pagano, benché lei avesse fatto voto di verginità. Lei pregò Dio di darle un aspetto ripugnante, fu esaudita e le crebbe una folta barba, il principe orripilato si allontanò e il padre irato la condannò a morte mediante crocifissione.
- Santa Liberata da Pavia[3], vissuta (periodo attorno al 496) al tempo del vescovo Epifanio (V secolo), appartiene con le sante Speciosa e Luminosa a un gruppo di pie vergini sepolte a Pavia, una parte nella Cattedrale e l'altra nella Chiesa di S. Francesco insieme a Epifanio e a sua sorella Onorata.
- Esiste anche una Santa Liberata da Como che era una monaca benedettina (epoca 580).
- A Venezia, in Palazzo Ducale si trovava (ora alle Gallerie dell'Accademia) il Trittico della martire crocifissa di Hyeronimus Bosch, individuata in Santa Liberata. Numerosi studiosi sono divisi[4] se la santa raffigurata sia la già citata Vilgefortis o Giulia di Corsica, altra martire crocifissa secondo la tradizione.

## Le reliquie
Juan de San Millán, vescovo di Tui, diffuse il suo culto nel 1564. Successivamente un altro vescovo, Alfonso Galaz Torrero, nel 1688 con un editto ordinò anche la celebrazione delle altre otto sorelle di Santa Liberata. 
Esiste poi una versione spagnola chiamata Santa Librada, il cui culto riguarda appunto la Spagna e si confonde e sovrappone a una fantasiosa Santa Librada crocifissa nota nel Nord Europa col nome Vilgefortis.

Sigüenza Spagna, la Cattedrale.

Il suo corpo fu sepolto nella cattedrale di Sigüenza, portato in terra spagnola nel secolo XIII dai monaci benedettini - cluniacensi guidati da Bernardo d'Agen per contribuire a ricostruire la locale diocesi dopo le invasioni islamiche. Nella cattedrale fu costruito un suntuoso altare (XVI secolo) a lei dedicato, dove tuttora si trova l'urna in pietra contenente le reliquie.
Nel tempo sono state compiute ricognizioni per stabilire l'autenticità di tali reliquie. La più recente, e più attendibile, risale al 1948, quando il corpo fu esaminato da un antropologo dell'Università di Madrid.

## Il culto
Santa Liberata oggi è venerata in molte località della Francia (Aquitania e Pirenei), della Spagna (Castiglia e Andalusia), dell'Italia (Liguria, Calabria, Abruzzo, Sicilia, Marche, e Molise), di Malta (Kalkara), dell'America Latina (Panama, Messico e Colombia). In Italia è venerata particolarmente a Como, Pianello Val Tidone, Pizzone (Is),  Roccaspinalveti (CH) il 1º settembre.   
In tutte queste località si sono trovate nel passato, e si trovano ancora oggi, immagini della santa sulla croce. L'episodio di Liberata crocifissa è un clamoroso falso. La giovane fu martirizzata "capitis abscissione", cioè con un colpo di spada che le tagliò la testa, oppure fu pugnalata. Ci sono immagini che hanno indirizzato verso questa conclusione, ben più antiche delle icone di santa Liberata crocifissa. Questa contaminazione iconografica ha generato una confusione agiografica con la santa Vilgefortis, originariamente venerata in aree geografiche completamente diverse.
Altra contaminazione iconografica è santa Liberata con i due bambini. La conclusione che si può dedurre è quella del culto della Mater Matuta di Capua o di altre divinità pagane femminili in chiave cristiana, in quanto l'iconografia è attribuita sia a Santa Liberata vergine o Liberata di Como sia a Santa Liberata vergine e martire.
Alla santa è attribuito il potere di allontanare i pensieri tristi, e, per estensione, la capacità di liberare da ogni infermità o afflizione; la tradizione cattolica la considera una figura portatrice di pace e di serenità. 
L'emblema di santa Liberata è il ramo di palma e la croce. La liturgia la celebra l'11 gennaio e anche la seconda settimana di settembre, ma il suo ricordo non è più nel Martirologio Romano.